# Caspar Bienemann
Caspar Bienemann, född 1540 i Nürnberg, död 12 september 1591 i Altenburg, var en tysk teolog, generalsuperintendent i Altenburg i kurfurstendömet Sachsen. Bienemann utsändes som tolk med en tysk beskickning till Grekland, och antog då namnet Melissander.
Bienemann finns representerad i både 1695 års psalmbok och 1937 års psalmbok med originaltexten till psalmen Som dig, Gud, täckes, gör med mig, diktad 1582.